# Jinja
Jinja je grad u Ugandi i sjedište istoimenog distrikta u regiji Eastern. Nalazi se na obali Viktorijinog jezera, blizu izvora Bijelog Nila i 75 km istočno od Kampale. Drugi je po značaju komercijalni centar Ugande.
Ime "Jinja" na jeziku naroda Baganda i Basoga znači "stijena". Grad su 1907. osnovale britanske kolonijalne vlasti, a brzo se razvio zahvaljujući uzgoju pamuka i šećerne trske te prolasku željezničke pruge. Do tada je bio ribarsko naselje. Godine 1928. ovdje je izgrađena tvornica duhana korporacije British American Tobacco. Brojni trgovci indijskog podrijetla istjerani su iz Jinje ili poubijani 1972. godine, odlukom ugandskog diktatora Idi Amina.
Na Bijelom Nilu nalazi se brana hidrocentrale Nalubaale, poznatija pod ranijim nazivom brana Owen Falls. Ova je rijeka jedna od najpopularnijih za rafting u Africi.
Jinja je godine 2008. imala 82.800 stanovnika, čime je bila 7. grad po brojnosti u Ugandi.

## Vanjske poveznice
|  | Zajednički poslužitelj ima još gradiva o temi Jinja |